# شيفا أيادوراي
في. أي. شيفا أيادوراي (بالإنجليزية: A.V. Shiva Ayyadurai) (ولد باسم فيلايابا أيادوراي شيفا، في 2 ديسمبر، 1963) هو عالم أمريكي من أصول هندية، ومهندس، وسياسي، ورائد أعمال، وأحد مروِّجي نظريات المؤامرة والادعاءات الطبية العارية عن الصحة. ما يشهره هو ادعاءٌ فاقد للمصداقية على نطاق واسع حول كونه «مخترع البريد الإلكتروني»، استنادا إلى برنامج البريد الإلكتروني المعروف باسم «إيميل» الذي كتبه في أواخر السبعينات عندما كان طالبا في ثانوية نيو جيرسي. أعقبت التقارير الأولية التي أكدت مصداقية أيادوراي -الصادرة عن منظمات مثل صحيفة واشنطن بوست ومؤسسة سميثسونيان- تراجعات علنية. حيث جاءت هذه التصحيحات نتيجة للاعتراضات التي قدَّمها المؤرخون وروَّاد أربات (شبكة وكالة مشاريع الأبحاث المتطورة) الذين أشاروا إلى أنه قد سبق استخدام البريد الإلكتروني في أوائل السبعينات.
كما جذب أيادوراي الانتباه إلى تقريرين: الأول يشكك في ظروف عمل أكبر وكالة علمية في الهند؛ والثاني يشكك في سلامة فول الصويا المعدَّل وراثيا. وفي ظل جائحة كوفيد-19، أصبح أيادوراي معروفا بحملة المعلومات المغلوطة حول فيروس كورونا على وسائل التواصل الإجتماعي: التي تَنشر نظريات المؤامرة المتعلقة بالسبب الكامن وراء فيروس كورونا؛ وتروج لعلاجات كوفيد-19 المزيفة، وتشن حملة تهدف إلى إقالة أنتوني فاوتشي بزعم أنه عضو من أعضاء «الدولة العميقة».
يحمل أيادوراي أربع شهادات حصل عليها من معهد ماساتشوستس للتكنولوجيا (MIT)، بما فيها شهادة دكتوراه في الهندسة الحيوية، إضافة إلى كونه أحد الحاصلين على منحة من برنامج فولبرايت.
حصد %3.4 من الأصوات بصفته مرشح مستقل في انتخابات مجلس الشيوخ الأمريكي في ماساتشوستس لعام 2018 وسيرشح نفسه كجمهوري في انتخابات مجلس الشيوخ الأمريكي في ماساتشوستس لعام 2020.

## تعليمه وحياته المبكرة
ولد شيفا أيادوراي المولود باسم فيلايابا أيادوراي شيفا عام 1963، في مدينة بومباي (حاليا مومباي)، بولاية ماهاراشترا. ترعرع في قرية موهافور الواقعة في مدينة راجاباليمن، بولاية تامل نادو. وفي عمر السابعة، انتقل مع عائلته للعيش في الولايات المتحدة.
في 1978، عندما كان طالب ثانوية في عمر 14، التحق أيادوراي ببرنامج صيفي في معهد كورانت لعلوم الرياضيات التابع لجامعة نيويورك (NYU) بهدف دراسة برمجة الحاسوب. أثناء دراسته في ثانوية ليفينغستون في نيوجيرسي، كان أيادوراي دائما ما يتطوع في جامعة الطب وطب الأسنان في نيوجيرسي (UMDNJ) حيث عملت والدته. وقام هناك بأنشاء نظام بريد إلكتروني يعمل على محاكاة نظام البريد الورقي المشترك بين المكاتب الذي كان يستخدم آنذاك في كلية الطب. وفي 1982، قام بتسجيل حقوق النشر لبرنامجه، المُسمى «إيميل»، فضلا عن وثائق المستَخدِم للبرنامج.
كانت الشهادة الجامعية التي حصل عليها أيادوراي من معهد ماساتشوستس للتكنولوجيا في الهندسة الكهربائية وعلم الحاسوب؛ وحصل على شهادة الماجستير في الدراسات البصرية المتخصصة بالتصوير العلمي من مختبر الأعلام في معهد ماساتشوستس للتكنولوجيا؛ وعلى نحو متزامن، فقد أكمل شهادة ماجستير أخرى في الهندسة الميكانيكية، أيضا من معهد ماساتشوستس للتكنولوجيا؛ وفي 2007، نال شهادة الدكتوراه في الهندسة الحيوية في علم أنظمة الأحياء من معهد ماساتشوستس للتكنولوجيا، حيث كانت أطروحته تركز على نمذجة الخلية بالكامل من خلال دمج نماذج المسارات الجزيئية. وفي 2007، حصل على منحة من برنامج فولبرايت الأمريكي الخاص بالطلاب لدراسة اندماج السيجا، وهو نظام من أنظمة الطب التقليدي تم تطويره في جنوب الهند، مع علم أنظمة الأحياء الحديث.

## المسيرة المهنية

### الطعام المعدل جينيا
في 2015، نشر أيادوراي بحثا تم فيه تطبيق علم أنظمة الأحياء، الذي يستخدم النمذجة الرياضية، لتحديد التركيب الكيميائي لفول الصويا المعدل وراثيا، ولتحديد ما إذا كان مكافئا من الناحية الجوهرية لفول الصويا غير المعدَّل. ادعى البحث أن فول الصويا المعدل وراثيا يحتوي على مستويات منخفضة من الجلوتاثيون المضاد للأكسدة ومستويات مرتفعة من الفورمالديهايد المُسَرطن، مما يجعل فول الصويا المعدل مختلف اختلافا جوهريًا، خلافا لتقييمات السلامة السابقة. وبعد فترة وجيزة على نشر البحث، شَرَع أيادوراي في جولة خطابية حول الولايات المتحدة أُقيمت في النادي الوطني للصحافة، كان يدعو فيها إلى أن التعديل الوراثي «قد أدخل تعديلات جوهرية على نظام التمثيل الغذائي للصويا، مما أحدث اضطرابا في «الطريقة الجميلة في إزالة السموم من {الفورمالديهايد}» الموجودة في فول الصويا غير المعدل وراثيا.
قامت الهيئة الأوروبية لسلامة الأغذية بتقييم البحث واعتبرت «استنتاجات الباحث غير مدعومة» نظرا لقلة المعلومات حول مدخلات النموذج، إضافة إلى أنه لم يتم التحقق من النموذج فضلا عن عدم إجراء قياسات لفول الصويا من أجل تحديد ما إذا كانت الصويا المعدلة وراثيا تحتوي بالفعل على مستويات مرتفعة من الفورمالديهايد. كما أشار عالم النبات كيفين فولتا أنه «لم يتم قط نشر أي دليل...يظهر اختلافا في مستويات الفورمالديهايد الموجودة في الأنواع المعدلة وغير المعدلة وراثيا». وفي وقت لاحق استشهد أيادوراي بالدراسة باعتبارها دليل على الافتقار إلى معايير السلامة فيما يتعلق بالأغذية المعدلة وراثيا وراهن شركة مونسانتو على بناية قيمتها 10 ملايين دولار في حال تمكنت من اثبات سلامة هذه الأغذية. لم تقبل مونسانتو التحدي لكنها صرحت أن الأغذية المعدلة جينيا قد خضعت بالفعل لتقييمات السلامة التي تُعد «أكثر دقة وشمولا من تقييمات أي محصول آخر على مر التاريخ». في 2016، وعد أيادوراي بالتبرع بمبلغ قيمته 10 ملايين دولار لحملة هيلاري كلينتون الرئاسية ما إذا تمكنت من دحض بحثه.

### المعلومات المضللة حول كوفيد-19
في ظل جائحة كوفيد-19 بدأ أيادوراي باستخدام وسائل التواصل الاجتماعي لنشر نظريات المؤامرة حول الفيروس والمعلومات المضللة عن الجائحة. وفي يناير 2020 زَعم أن معهد بيربرايت قد حصل على براءة اختراع فيروس كورونا، إلا أن براءة الاختراع التي أشار اليها كانت بخصوص فيروس كورونا المتعلق بالطيور، الذي يصيب الطيور، وليس سارس-كوف-2، المسؤول عن الجائحة. وقد عرَّف أيادوراي كوفيد-19 على أنه «جهاز مناعي مختل ذو نشاط مفرط يبالغ في ردة فعله وهذا ما يلحق الضرر بالجسم»، وكذلك زعم إمكانية استخدام فيتامين سي للشفاء من الفيروس.
زعم أيادوراي أن «الدولة العميقة» هي التي نشرت الفيروس واتهم أنتوني فاوتشي، مدير المعهد الوطني للحساسية والأمراض المعدية، بكونه «أحد أعضاء الدولة العميقة». إذ دعا أيادوراي إلى إقالة فاوتشي ومارس مؤيدوه الضغوطات على فاوتشي ليحل أيادوراي محله.
قام في مارس 2020 بنشر رسالة مفتوحة موجهة للرئيس دونالد ترامب فحواها أنه لم يكن من الضروري فرض إغلاق وطني وحث على امكانية استخدام جرعات كبيرة من الفيتامينات للوقاية والشفاء من المرض. وفي أبريل 2020، أفادت صحيفة بوليتيكو ومجلة فانيتي فير أن مؤيدة كيو أنون (نظرية مؤامرة) ديانا لورين قد أوصت بأن يكون شيفا جزء من المناقشات حول فيروس كورونا التي ستُقام في البيت الأبيض مع دونالد ترامب.

## حياته الشخصية
في بداية 2014، كان أيادوراي على علاقة رومانسية بالممثلة فران دريشر. وفي 7 سبتمبر، 2014، شارك أيادوراي ودريشر في مراسمٍ أقيمت في منزل دريشر المطل على الشاطئ. غرَّد الاثنان على تويتر أنهما قد تزوجا، وعلى هذا الأساس انتشر الخبر على نطاق واسع. A نوَّه أيادوراي لاحقا أن ذلك «لم يكن زواجا أو زفافا رسميا»، بل مجرد احتفال «بصداقتهما بإجراء مراسم روحية مع الأصدقاء وعائلتها». انفصل الزوجان في سبتمبر 2016.

## وصلات خارجية
- شيفا أيادوراي على موقع IMDb (الإنجليزية)
- الموقع الرسمي